# Comăna de Sus, Brașov
Comăna de Sus (sau Comana de Sus, în maghiară Felsőkomána, germană Ober Comana) este un sat în comuna Comăna din județul Brașov, Transilvania, România.

## Așezare
Este așezată la poalele vestice ale Munților Perșani, la 3 km de Comăna de Jos, satul de reședință al comunei Comăna.
Numele provine din Latina coma 'creastă' 'coamă'

## Istoric
Istoria localității coboară până în perioada romană, pe teritoriul localității fiind descoperită o monedă romană din timpul împaratului Constantin. În secolul al XII-lea, pe Râul Comana, mai precis pe vârful Cetățeaua, 814 m altitudine, a fost construită o cetate sătească de apărare împotriva cotropitorilor din est, care puteau trece peste crestele munților Perșani, ușor accesibile. Cetatea a fost în parte distrusă de invazia mongolă iar apoi a fost prima cetate cucerită de unguri în încercarea lor de a subjuga Țara Făgărașului. În Evul Mediu, activitatea economică era bine reprezentată de creșterea animalelor, cultivarea pământului, industria sticlăriei, morărit (mori de apă), etc.
Viața religioasă este reprezentată de biserica de secol XVIII, Adormirea Maicii Domnului, în prezent monument de arhitectură.

## Obiectiv memorial
Monumentul Eroilor Români din Primul Război Mondial. Troița comemorativă este amplasată în centrul localității și a fost ridicată pentru cinstirea memoriei Eroilor Români din Primul Război Mondial. Monumentul are o înălțime de 5 m și este realizat din lemn, iar împrejmuirea este asigurată de un grilaj din fier forjat și plasă de sârmă.

## Demografie
Populația localității la recensământul din anul 2011 număra 364 locuitori, în mare regres față de perioada interbelică, timp în care în sat existau 849 de suflete (recensământ 1930).

## Rezervații naturale
Pe Valea Comănii se află câteva obiective naturale protejate: Peștera Comăna( numitǎ de localnici Peștera Mănăstirii ), rezervația geologică de la Piatra Cioplită - coloane de bazalt prismatice, punctul fosilifer Gârbova.
Pe drumul forestier lung de cca 15 km ce însoțește în amonte Râul Comana, se poate practica cicloturismul. Pe lângă rezervațiile naturale se mai adaugă peisajul carstic cu numeroase peșteri ( Mănăstirii, Tigăi, Bulz ), Porțile de Piatră (canion sculptat de vale în rocă), Omul de piatră (rocă cu chip uman). Pădurea este reprezentată de fag și gorun, ca și Pădurea Bogății, în prezent existând un proiect pentru extinderea rezervației mai sus amintite și pe teritoriul comunei Comăna.

## Personalități
- Grigorie Comșa (1889-1935), episcop, membru de onoare al Academiei Române.

## Galerie de imagini

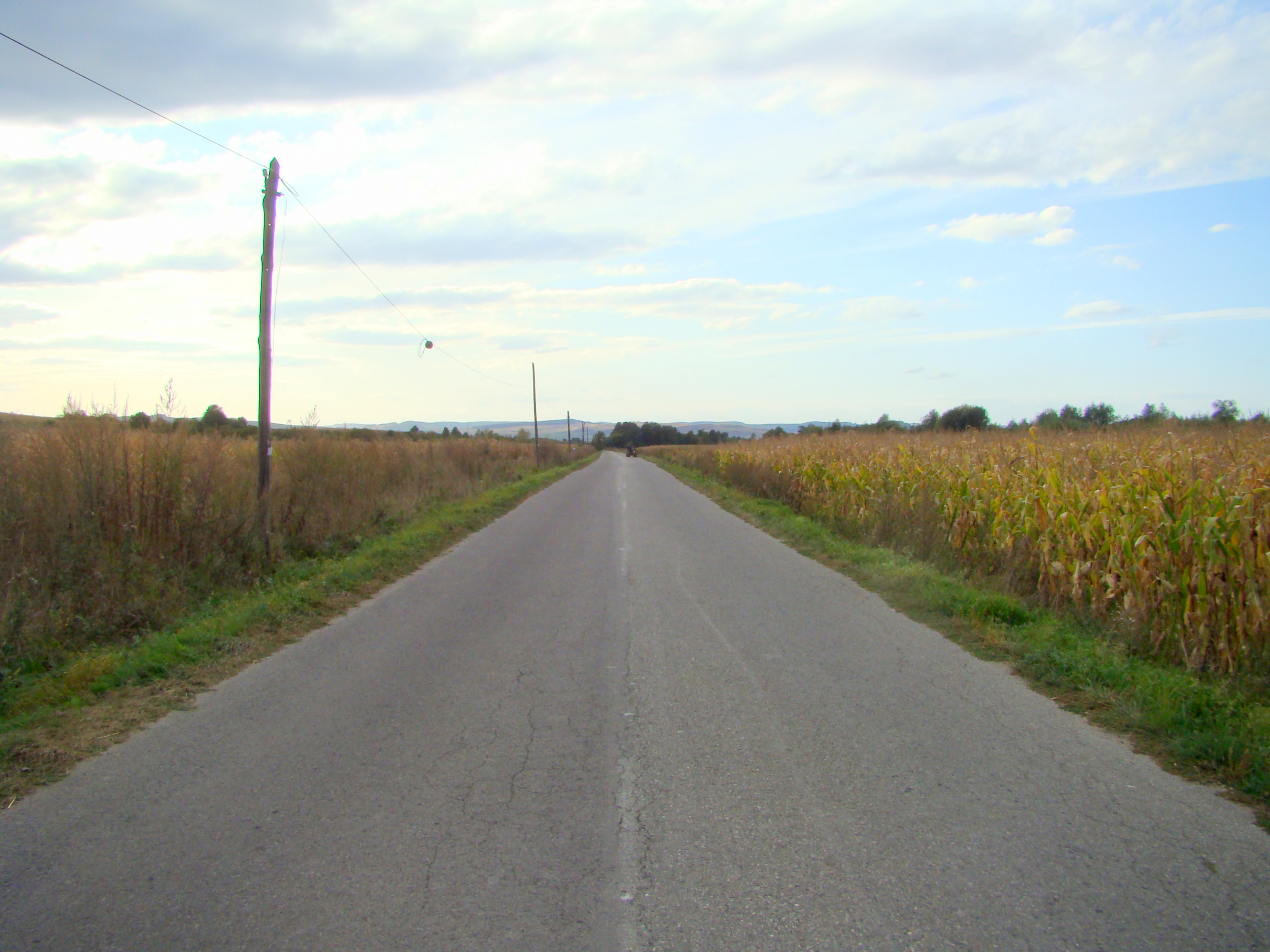
Drumul Comăna de Jos-Comăna de Sus
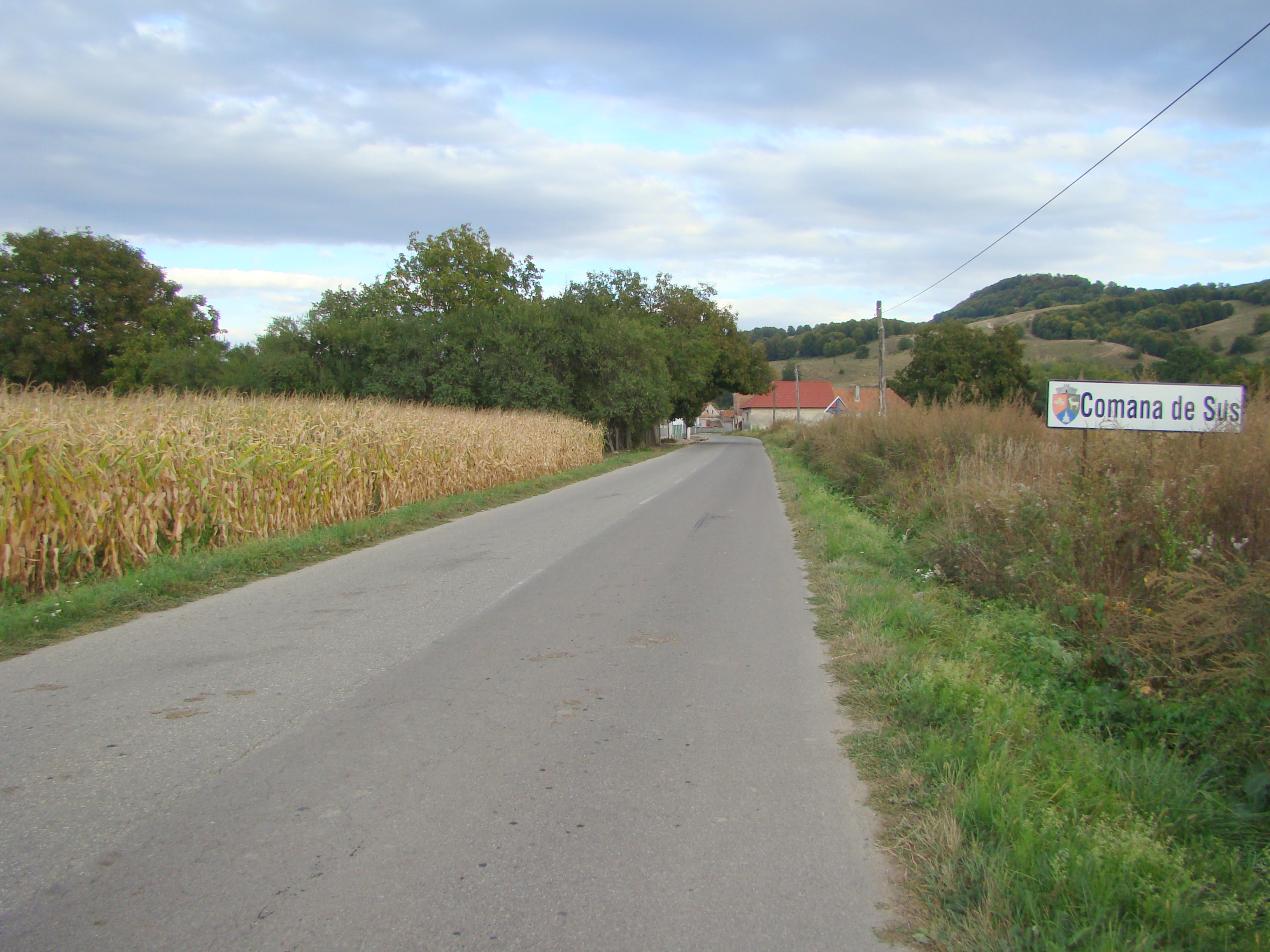
Intrarea în localitate
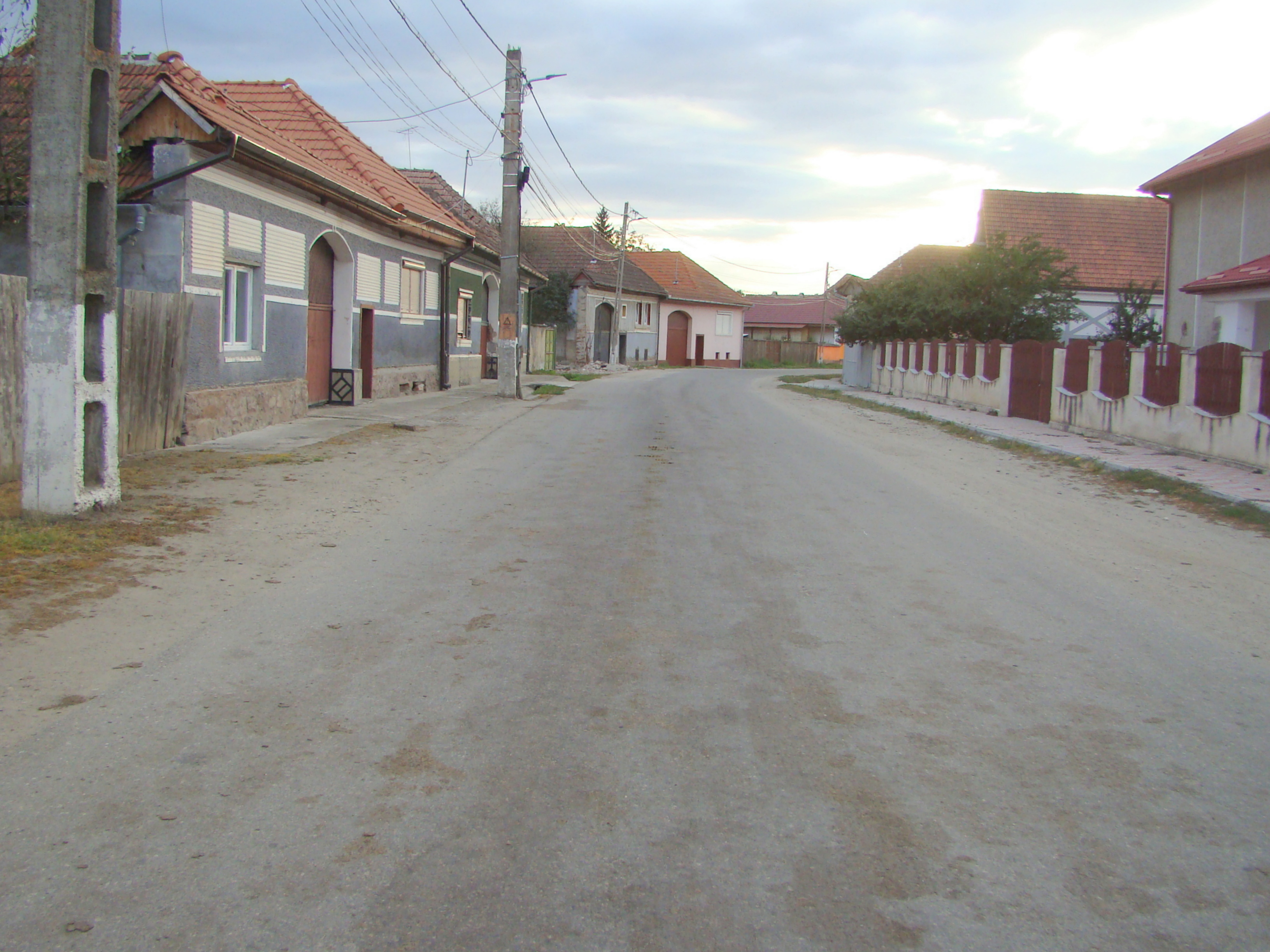
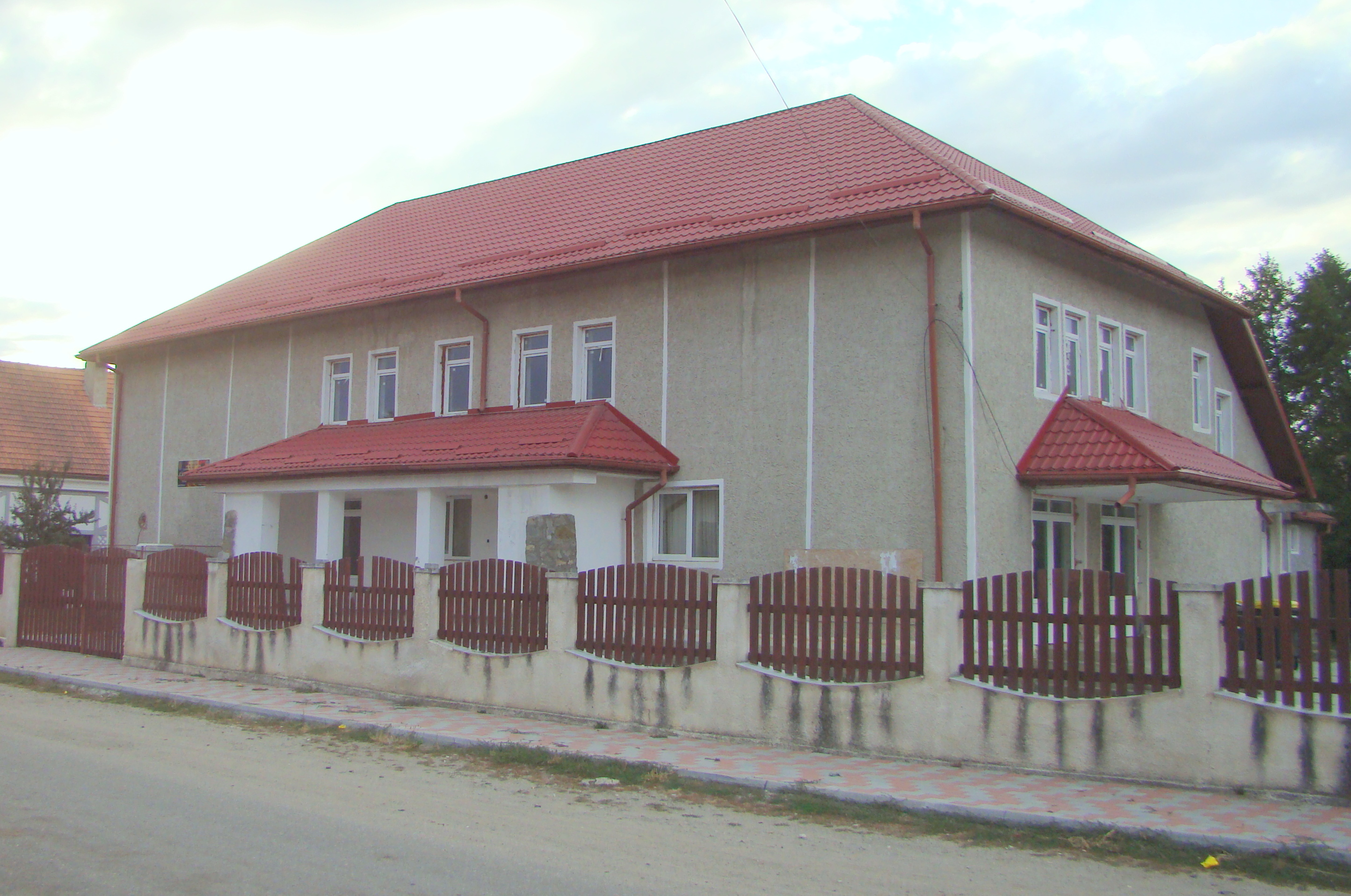
Căminul cultural
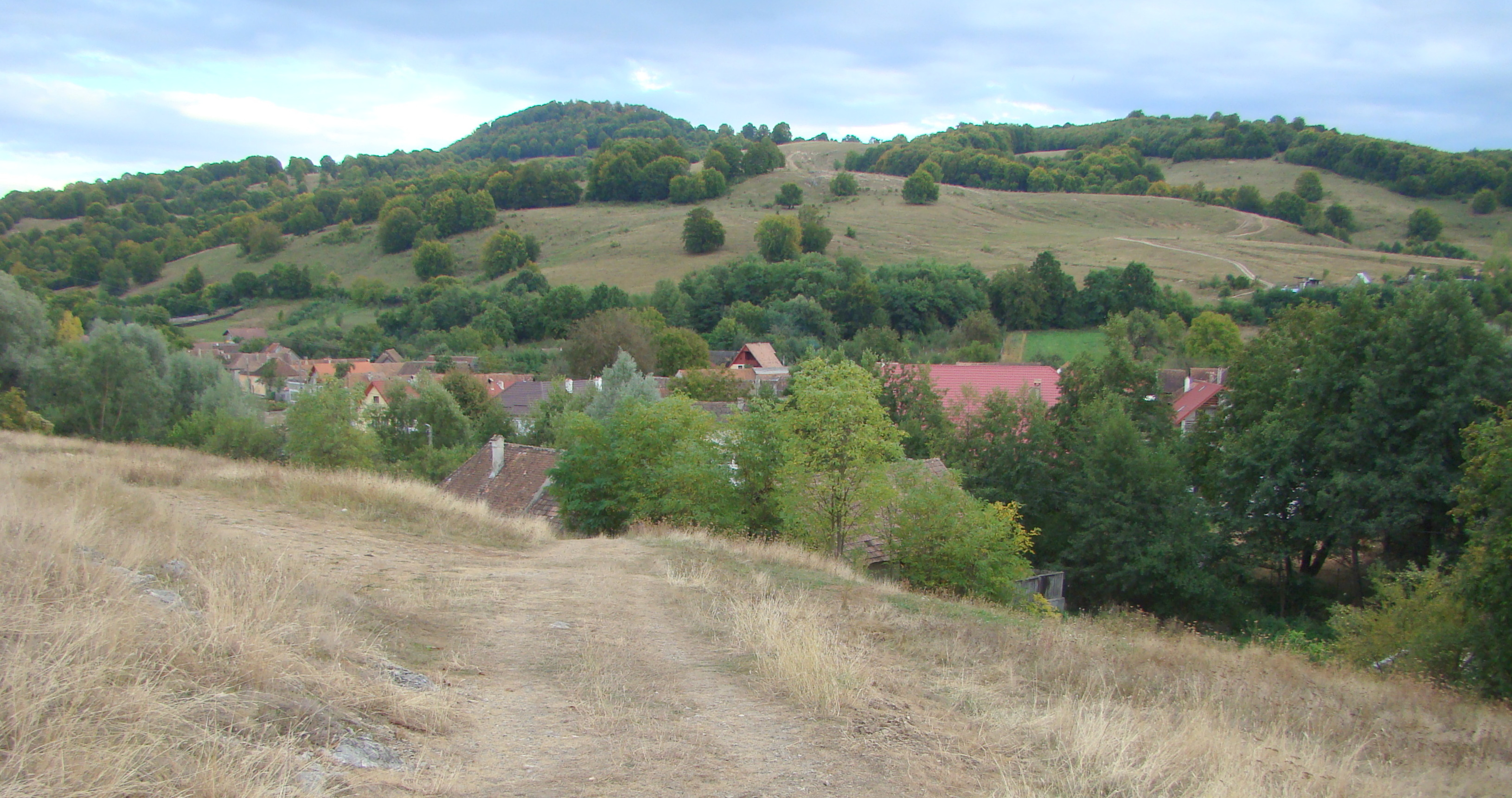
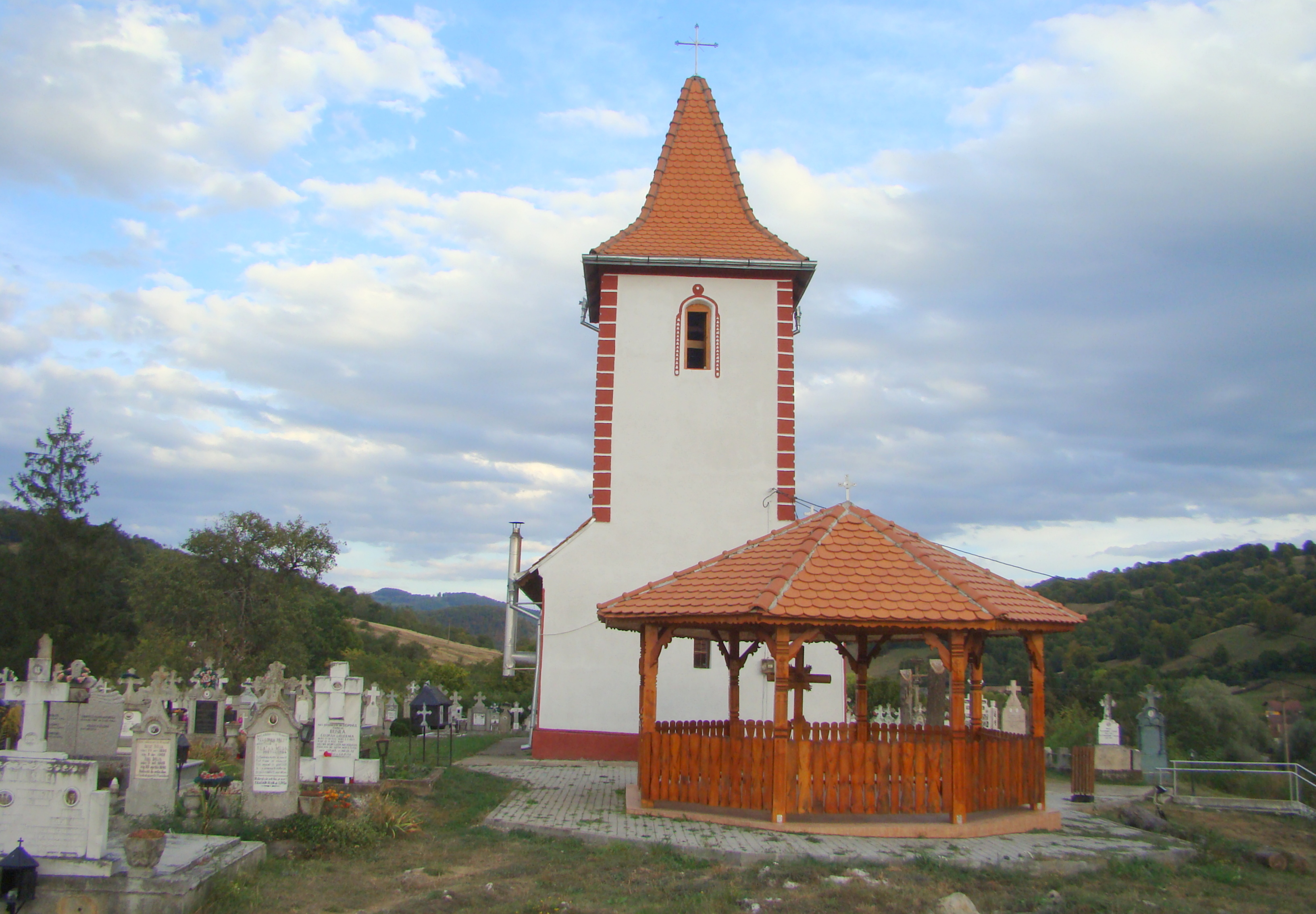
Biserica Adormirea Maicii Domnului (monument istoric)
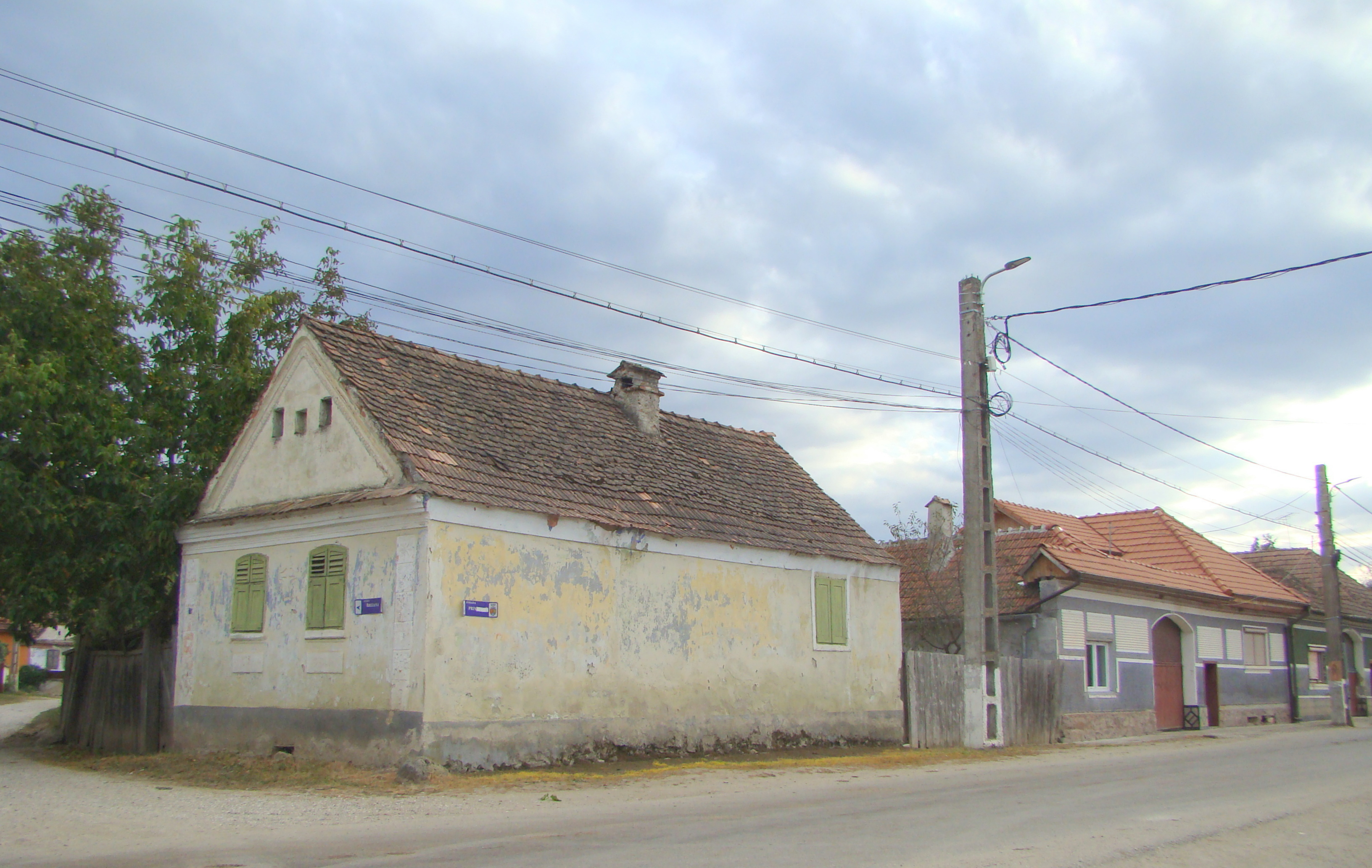
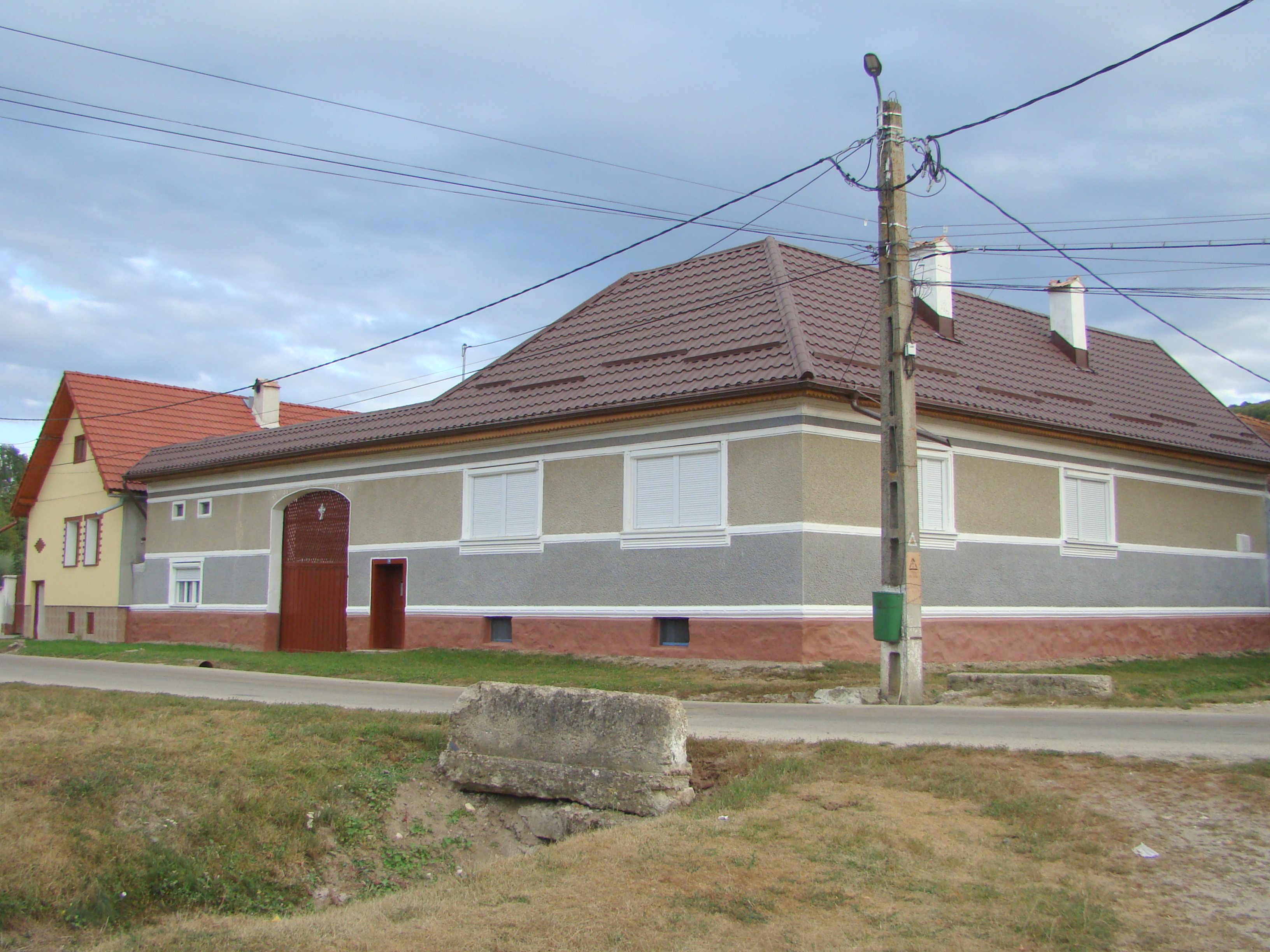
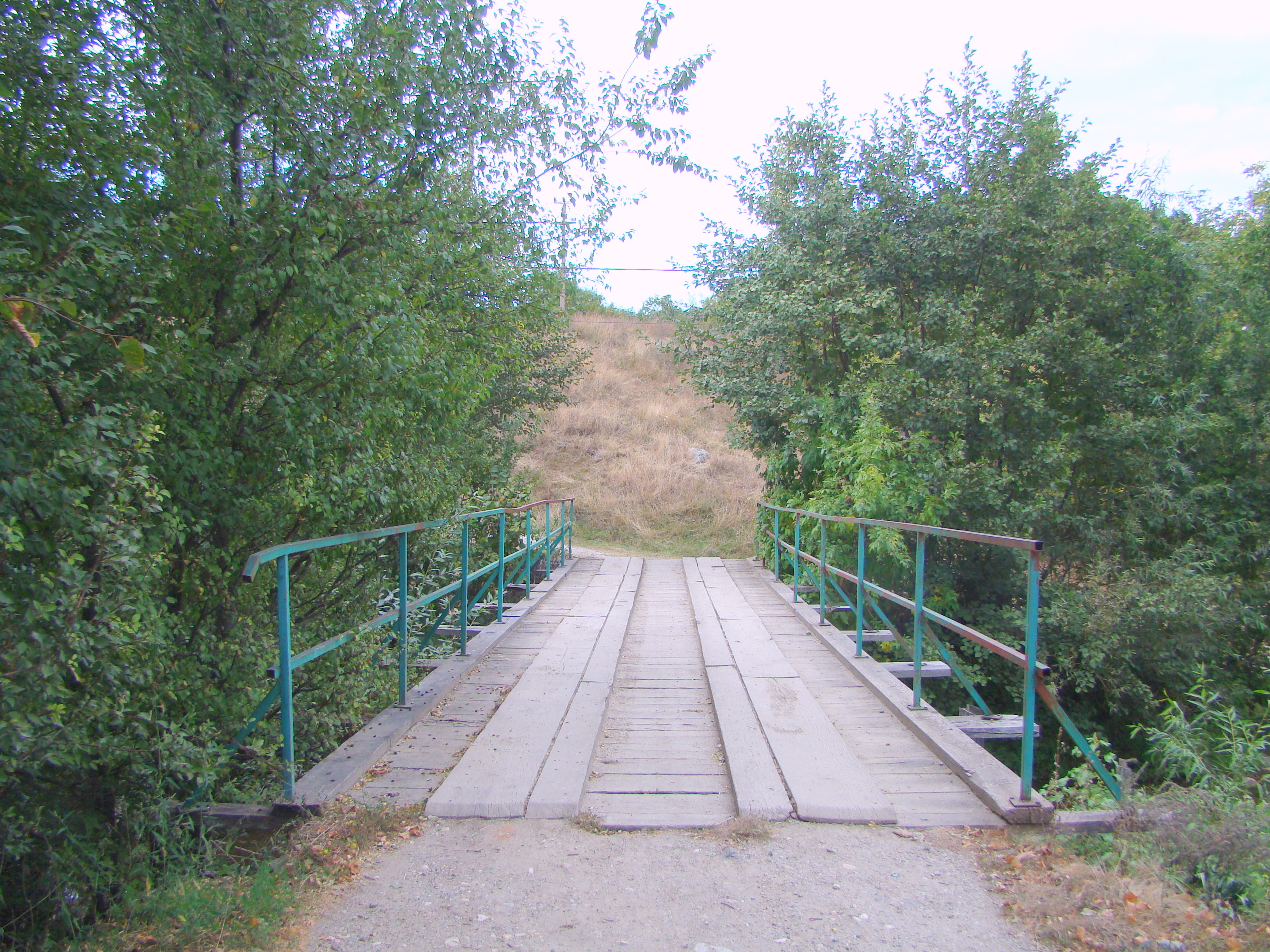
Podul peste râul Comana
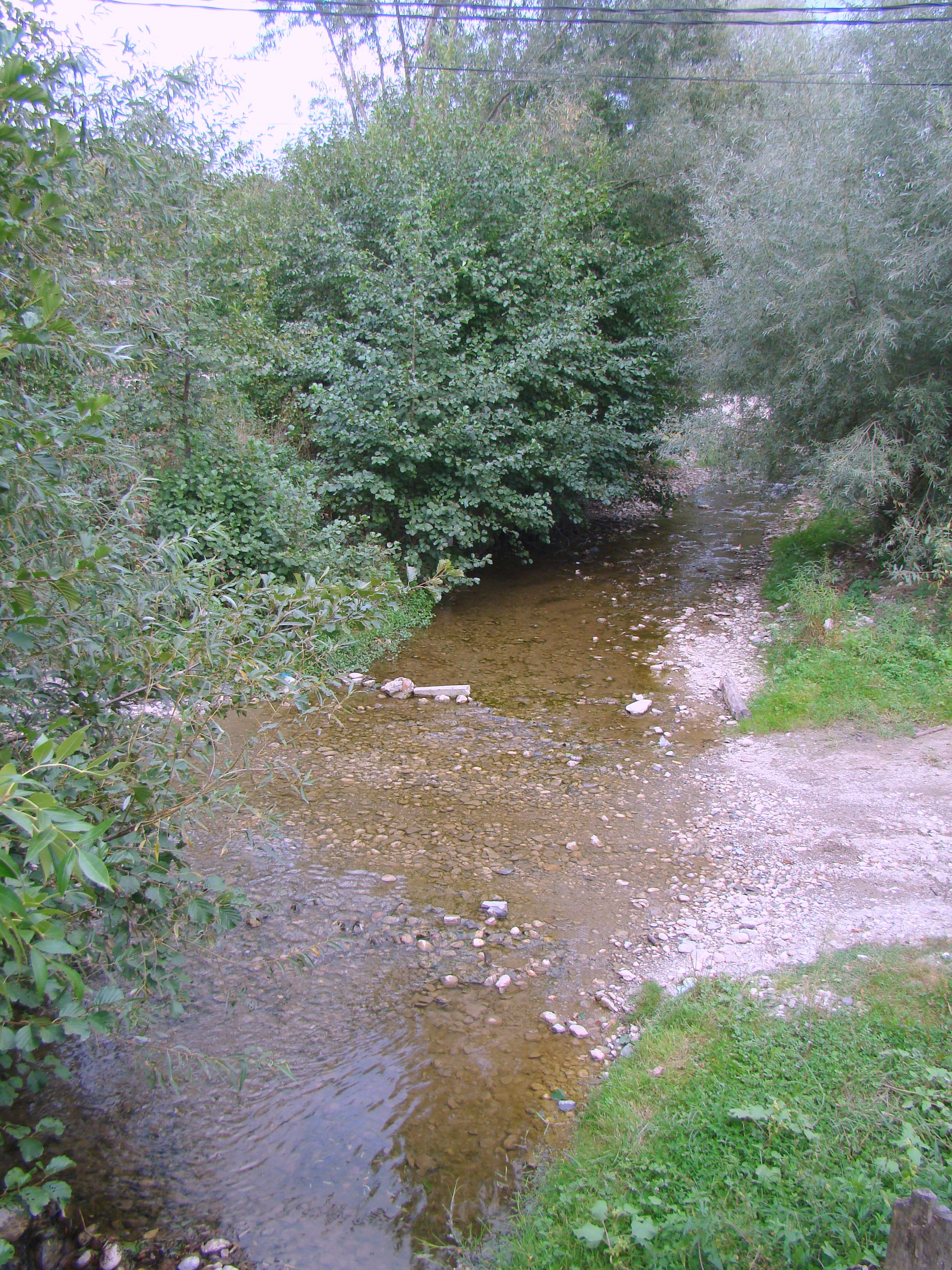
Râul Comana